# 梅勒比峰
73°16′S 1°15′W / 73.267°S 1.250°W
梅勒比峰是南極洲的山峰，位於東部南極洲的毛德皇后地，該山峰在1938至1939年由德國的探險隊發現，現時受南極條約體系管理。